# Chris McDonald
Chris McDonald (* 14. Mai 1978 in Albury, New South Wales) ist ein ehemaliger Triathlet aus Australien und sechsfacher Ironman-Sieger (2007–2014).

## Werdegang
Chris war das jüngste von vier Kindern. Chris McDonald studierte an der Albury High School.
Im Jahr 1999 zog er von Australien aus geschäftlichen Gründen nach Neuseeland.
Sein Vater Neil und auch seine beiden älteren Brüder David und Daniel waren als Triathleten aktiv, aber erst im Alter von 23 Jahren startete Chris im Jahr 2001 bei seinem ersten Triathlon. Seinen Spitznamen „Big Sexy“ erhielt er, da er sich als eher Übergewichtiger 2001 für diesen Sport entschieden hatte. Er wurde trainiert von Scott Molina (Sieger Ironman Hawaii, 1988).
2002 ging er bei seinem ersten Ironman (3,86 km Schwimmen, 180,2 km Radfahren und 42,195 km Laufen) an den Start und seit April 2004 ist er als Triathlon-Profi aktiv.

### Ironman-Sieger 2007
2007 gewann er in Louisville sein erstes Ironman-Rennen. Sein Trainingspartner ist Justin Daerr.
Im August 2013 gewann er zum dritten Mal beim Ironman Louisville und nur vier Wochen später auch die Erstaustragung des Ironman Lake Tahoe.
Chris McDonald startet vorwiegend auf der Langdistanz und beim Ironman Texas 2014 standen alle drei McDonald-Brüder gemeinsam mit ihrem Vater an der Startlinie und Chris belegte den fünften Rang. Im August 2014 holte er sich mit seinem vierten Sieg beim Ironman Louisville den siebten Sieg auf der Langdistanz. Beim Ironman Hawaii belegte der 39-Jährige im Oktober 2017 den 36. Rang bei den Profis.
Er ist der Gründer des Big Sexy Racing-Teams und dort als Coach und Trainer aktiv.
Heute lebt er mit seiner Frau  und drei Kindern in Austin (Texas).

## Sportliche Erfolge
| Datum/Jahr    | Rang | Wettbewerb         | Austragungsort   | Zeit     | Bemerkung                                                                   |
| ------------- | ---- | ------------------ | ---------------- | -------- | --------------------------------------------------------------------------- |
| 7. Apr. 2013  | 3    | Ironman 70.3 Texas | Galveston Island | 03:53:15 |                                                                             |
| 14. März 2010 | 2    | Ironman 70.3 China | Haikou           | 04:21:39 | zweiter Rang, hinter dem schwedischen Überraschungssieger Fredrik Croneborg |

| Datum/Jahr    | Rang | Wettbewerb                | Austragungsort | Zeit     | Bemerkung                                                                                  |
| ------------- | ---- | ------------------------- | -------------- | -------- | ------------------------------------------------------------------------------------------ |
| 15. Feb. 2019 | 1    | Ultraman Florida          | Windermere     | 21:32:54 | 10 km Schwimmen (6,2 Meilen), 421 km Radfahren (263 Meilen) und 84 km Laufen (52,4 Meilen) |
| 14. Okt. 2017 | 104  | Ironman Hawaii            | Hawaii         | 09:27:22 | Rang 36 bei den Profis                                                                     |
| 7. Mai 2017   | 5    | Ironman Australia         | Port Macquarie | 08:35:54 |                                                                                            |
| 27. Nov. 2016 | 5    | Ironman Mexico            | Cozumel        | 08:15:59 |                                                                                            |
| 30. Juli 2016 | 2    | Ironman Vineman           | Windsor        | 08:34:53 | Zweiter bei der Erstaustragung                                                             |
| 14. Mai 2016  | 7    | Ironman Texas             | The Woodlands  | 07:33:08 | Austragung des Rennens auf verkürztem Radkurs (94 statt 112 Meilen)                        |
| 24. Aug. 2014 | 1    | Ironman Louisville        | Louisville     | 08:40:51 |                                                                                            |
| 17. Mai 2014  | 5    | Ironman Texas             | The Woodlands  | 08:22:51 |                                                                                            |
| 25. Aug. 2013 | 1    | Ironman Louisville        | Louisville     | 08:21:34 | Streckenrekord und persönliche Ironman-Bestzeit                                            |
| 22. Sep. 2013 | 1    | Ironman Lake Tahoe        | Lake Tahoe     | 08:55:14 | Sieger bei der Erstaustragung                                                              |
| 26. Aug. 2012 | 2    | Ironman Louisville        | Louisville     | 08:52:59 |                                                                                            |
| 28. Aug. 2011 | 1    | Ironman Louisville        | Louisville     | 08:27:36 | zweiter Sieg in Louisville – neben der Deutschen Nina Kraft bei den Frauen                 |
| 29. Mai 2011  | 5    | Ironman Brasil            | Florianópolis  | 08:26:24 | [ 7 ]                                                                                      |
| 1. Mai 2010   | 3    | Ironman St. George        | St. George     | 08:54:42 |                                                                                            |
| 13. Sep. 2009 | 5    | Ironman Wisconsin         | Madison        | 08:56:47 |                                                                                            |
| 17. Jan. 2009 | 1    | Challenge Wanaka          | Wanaka         | 08:37:41 | Sieg mit neuem Streckenrekord                                                              |
| 7. Sep. 2008  | 1    | Ironman Wisconsin         | Madison        | 08:43:29 | 2:56 Stunden für den Marathon                                                              |
| 31. Aug. 2008 | 2    | Ironman Louisville        | Louisville     |          |                                                                                            |
| 13. Juli 2008 | 4    | Challenge Roth            | Roth           | 08:20    |                                                                                            |
| 20. Apr. 2008 | 4    | Ironman China             | Hainan         | 09:20    |                                                                                            |
| 19. Jan. 2008 | 2    | Challenge Wanaka          | Wanaka         |          |                                                                                            |
| 26. Aug. 2007 | 1    | Ironman Louisville        | Louisville     | 08:38:39 | Sieger bei der Erstaustragung                                                              |
| 10. Sep. 2006 | 2    | Ironman Wisconsin         | Madison        | 09:12:35 |                                                                                            |
| 27. Nov. 2005 | 6    | Ironman Western Australia | Busselton      | 08:37:38 |                                                                                            |
| 16. Okt. 2004 | 38   | Ironman Hawaii            | Hawaii         |          |                                                                                            |
| 27. Juni 2004 | 5    | Ironman France            | Nizza          |          |                                                                                            |

(DNF – Did Not Finish)